# Egnatioides bey-bienkoi
Egnatioides bey-bienkoi är en insektsart som beskrevs av Oleg V. Shumakov 1963. Egnatioides bey-bienkoi ingår i släktet Egnatioides och familjen gräshoppor. Inga underarter finns listade i Catalogue of Life.